# 蒋正云
蒋正云（1946年4月—），湖北随州人，中华人民共和国政治人物、外交官。

## 生平
1968年，进入中华人民共和国外交部工作，先后在外交部办公厅、驻达卡总领事馆、驻刚果（布）大使馆任职。1982年，赴外交学院学习。1985年，任驻赞比亚大使馆三等秘书，后升任二等秘书、一等秘书。1991年，任外交部非洲司一等秘书，后升任处长、参赞。1994年，任外交部非洲司副司长。1996年12月，出任中华人民共和国驻埃塞俄比亚大使。2001年，任外交部大使。2002年8月，出任中华人民共和国驻冰岛大使。2005年1月，出任中华人民共和国驻博茨瓦纳大使。2007年3月，自驻博茨瓦纳大使离任。

## 家庭
已婚，有一女。